# Institución Educativa SEK
El SEK International School es una institución educativa privada sin vinculación a ningún grupo religioso, político o económico, con sede en la Urbanización Ciudalcampo de San Sebastián de los Reyes, Comunidad de Madrid (España).
La palabra "SEK" son las iniciales de San Estanislao de Kostka, nombre del primer colegio, en Madrid, del grupo empresarial.  
Su presidente de honor fue Felipe Segovia Olmo y la presidenta es su hija, la empresaria Nieves Segovia Bonet.

## Historia
En 1892 se funda el Colegio San Estanislao de Kosas en la calle Santa María 4 de Madrid, primer centro de la Institución Educativa SEK. En 1920 se traslada a la calle San Ildefonso 18 y, en 1935, Felipe Segovia Martínez asume la dirección del centro. En 1936, Carmen Olmo de Segovia funda el Colegio femenino SEK en la calle Atocha, 94 (Colegio SEK-Atocha). A partir de ahí, comienza la apertura de nuevos colegios y la expansión de la Institución Educativa SEK.
No debe confundirse con la Institución Internacional SEK, una institución educativa independiente, presidida por Jorge Segovia (hijo de Felipe Segovia), la cual se escindió de la Institución Educativa SEK en 1990 por diferencias familiares. 
Esta otra institución administra diversos colegios y universidades que hasta entonces administrada la Institución Educativa SEK, principalmente en Iberoamérica pero con presencia en el resto del mundo.

## Centros dependientes[5]
- España
  - Universidad Camilo José Cela (Villanueva de la Cañada), 2000
  - Colegio Internacional SEK-Ciudalcampo (San Sebastián de los Reyes), 1975
  - Colegio Internacional SEK-El Castillo (Villanueva de la Cañada), 1972
  - Colegio Internacional SEK-Santa Isabel (Madrid), 1973
  - Colegio Internacional SEK-Cataluña (La Garriga), 1995
  - Colegio Internacional SEK-Atlántico (Poyo), 1989
  - Colegio Internacional SEK-Alborán (El Ejido), 1999
- Irlanda
  - International School SEK-Dublin (Greystones), 1981
- Francia
  - École Internationale SEK-Les Alpes (Flumet), 1990
- Catar
  - SEK International School Qatar (Doha), 2013
- Arabia Saudita
  - SEK International School Riyadh (Riyadh), Septiembre de 2021
- Azerbaiyán
- SEK Internacional School (Baku), Septiembre de 2025